# Saint-Aubert (Nord)
Pour les articles homonymes, voir Saint-Aubert et Aubert.
Saint-Aubert est une commune française située dans le département du Nord, en région Hauts-de-France.
Ses habitants sont appelés les Aubertois.

## Géographie

### Localisation
Saint-Aubert est située dans le sud du département du Nord, approximativement entre Cambrai à 12,9 km au sud-est et Valenciennes à 18,7 km au nord-ouest, à vol d'oiseau. La commune est à 9,3 km de Caudry et 53,7 km de Lille.
| Villers-en-Cauchies       | Saulzoir                 | Montrécourt |
| Avesnes-les-Aubert        | Saint-Aubert             | Haussy      |
| Saint-Hilaire-lez-Cambrai | Saint-Vaast-en-Cambrésis |             |

### Géologie et relief
Le Cambrésis repose sur des couches de calcaire du crétacé, elles-mêmes recouvertes de lœss et de limons accumulés par les vents, qui rendent le sol très fertile. C'est une terre à blé et à betteraves. Le paysage d'openfield domine la plus grande partie du pays.

### Hydrographie

#### Réseau hydrographique
La commune est située dans le bassin Artois-Picardie. Elle est drainée par l'Erclin,.
L'Erclin aborde le village en venant du sud, le traverse en faisant une boucle et s'écoule vers l'ouest. D'une longueur de 34 km, il prend sa source dans la commune de Maurois et se jette  dans l'Escaut canalisée à Thun-Saint-Martin en rive droite, après avoir traversé 16 communes. 

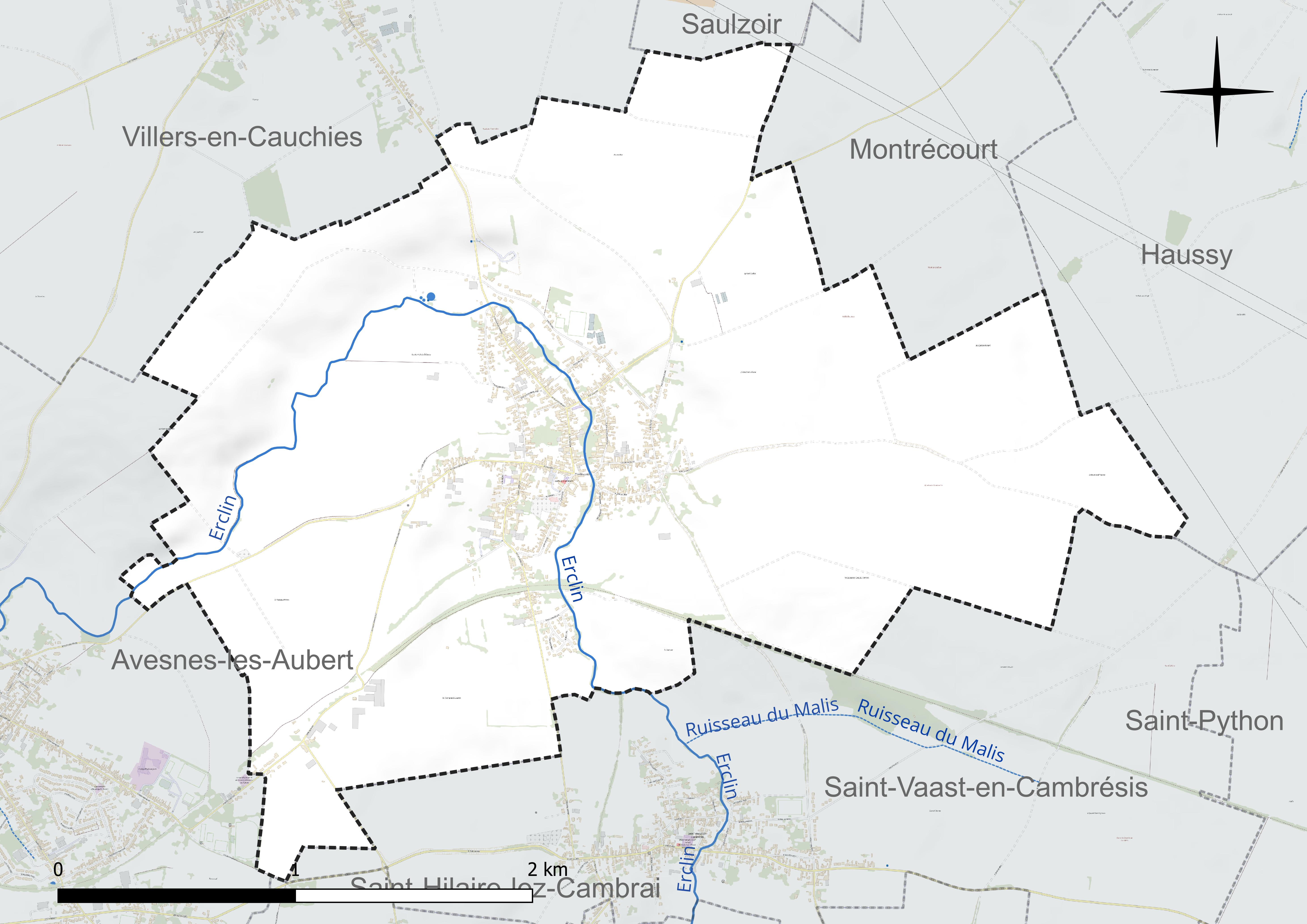
Réseau hydrographique de Saint-Aubert.

#### Gestion et qualité des eaux
Le territoire communal est couvert par le schéma d'aménagement et de gestion des eaux (SAGE) « Escaut ». Ce document de planification concerne un territoire de 2 005 km2 de superficie, délimité par le bassin versant de l'Escaut. Le périmètre a été arrêté le 9 juin 2006 et le SAGE proprement dit a été approuvé le 13 juillet 2021. La structure porteuse de l'élaboration et de la mise en œuvre est le syndicat mixte Escaut et Affluents (SyMEA). 
La qualité des cours d'eau peut être consultée sur un site dédié géré par les agences de l'eau et l'Agence française pour la biodiversité. 

### Climat
Pour des articles plus généraux, voir Climat des Hauts-de-France et Climat du Nord.
En 2010, le climat de la commune est de type climat océanique dégradé des plaines du Centre et du Nord, selon une étude du CNRS s'appuyant sur une série de données couvrant la période 1971-2000. En 2020, Météo-France publie une typologie des climats de la France métropolitaine dans laquelle la commune est dans une zone de transition entre le climat océanique et le climat océanique altéré et est dans la région climatique  Nord-est du bassin Parisien, caractérisée par un ensoleillement médiocre, une pluviométrie moyenne régulièrement répartie au cours de l'année et un hiver froid (3 °C).
Pour la période 1971-2000, la température annuelle moyenne est de 10,3 °C, avec une amplitude thermique annuelle de 15,1 °C. Le cumul annuel moyen de précipitations est de 731 mm, avec 12,4 jours de précipitations en janvier et 9,4 jours en juillet. Pour la période 1991-2020, la température moyenne annuelle observée sur la station météorologique la plus proche, située sur la commune de Valenciennes à 18 km à vol d'oiseau, est de 11,0 °C et le cumul annuel moyen de précipitations est de 694,1 mm,. Pour l'avenir, les paramètres climatiques de la commune estimés pour 2050 selon différents scénarios d'émission de gaz à effet de serre sont consultables sur un site dédié publié par Météo-France en novembre 2022.

## Urbanisme

### Typologie
Au 1er janvier 2024, Saint-Aubert est catégorisée bourg rural, selon la nouvelle grille communale de densité à sept niveaux définie par l'Insee en 2022.
Elle est située hors unité urbaine. Par ailleurs la commune fait partie de l'aire d'attraction de Cambrai, dont elle est une commune de la couronne,. Cette aire, qui regroupe 64 communes, est catégorisée dans les aires de 50 000 à moins de 200 000 habitants,.

### Occupation des sols

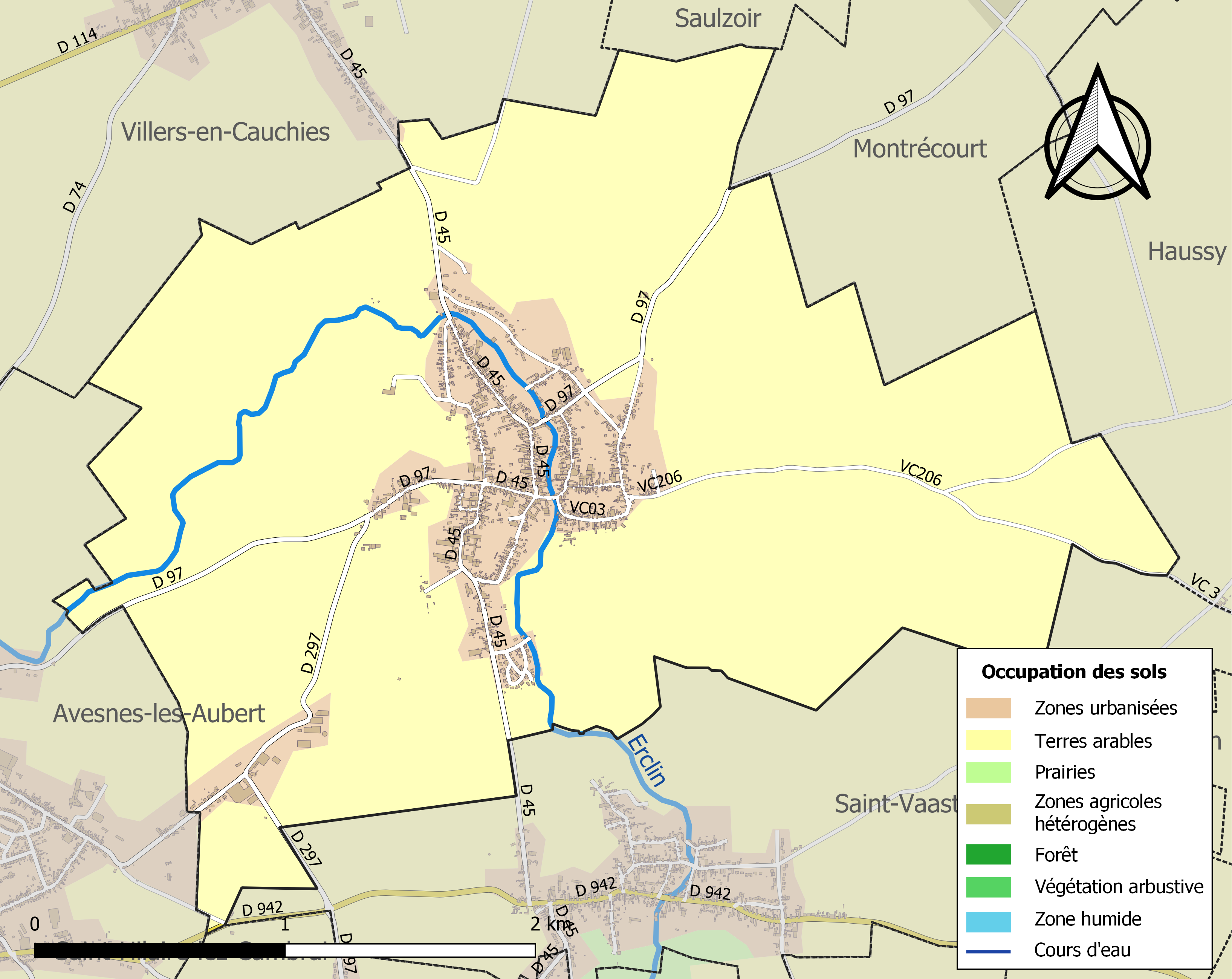
Carte de l'occupation des sols de la commune en 2018 (CLC).

L'occupation des sols de la commune, telle qu'elle ressort de la base de données européenne d'occupation biophysique des sols Corine Land Cover (CLC), est marquée par l'importance des territoires agricoles (87,4 % en 2018), en diminution par rapport à 1990 (89,7 %). La répartition détaillée en 2018 est la suivante : 
terres arables (87,4 %), zones urbanisées (12,6 %).
L'IGN met par ailleurs à disposition un outil en ligne permettant de comparer l'évolution dans le temps de l'occupation des sols de la commune (ou de territoires à des échelles différentes). Plusieurs époques sont accessibles sous forme de cartes ou photos aériennes : la carte de Cassini (XVIIIe siècle), la carte d'état-major (1820-1866) et la période actuelle (1950 à aujourd'hui).

## Toponymie
Primitivement, le village s'appelait Andra. Il prit dès 986 le nom de Saint-Aubert en l'honneur de l'évêque Aubert de Cambrai († 669) qui évangélisa la région au VIIe siècle. On trouve des mentions du village sous les noms Andra (1057), Villa quæ dicitur Andra (1104), Castrum Andra, Sanctus Aubertus (1129, 1144, 1219), Saint Obert (1257), Saint Obiert (1300) ou Saint Aubert(1322).
Durant la Révolution française, la commune porta le nom de Libreval.

## Histoire
En l'an 1057, l'évêque Liebert fit donation de l'autel à l'abbaye St-Aubert de Cambrai.

Au XIIe siècle, le château appartenait à Gérard de Saint-Aubert, surnommé Maufilastre. En 1184, le château fut fortifié par le comte de Hainaut.
En 1226, une sentence rendue contre Renier de Boomont et Yolande de Saint-Aubert adjugea le domaine à l'abbaye St-Aubert de Cambrai. L'abbaye conserva la seigneurie jusqu'à la Révolution.
En 1526, après la funeste bataille de Pavie, St-Aubert, tout comme le Cambrésis, passa sous la domination espagnole. Il le restera jusqu'en 1677, date de la conquête française par Louis XIV.
Devenu français, le village allait connaître d'autres moments dramatiques :
- en 1709 : Saint-Aubert subit les rigueurs du « grand hiver » au cours duquel le thermomètre descend jusqu'à -23 °C !
- en 1711 : le village est ravagé par les troupes coalisées (Anglais, Impériaux, Hollandais) lors du siège de Bouchain (guerre de succession d'Espagne)
- en 1763 : le village est décimé par la peste.
- sous la Révolution, le village est envahi par les Autrichiens (août 1793 - juillet 1794). Le 23 floréal an II, Augustin Leduc, accusé d'espionnage, est guillotiné sur la place de Cambrai.
- en 1832 : Saint-Aubert est décimé par le choléra provoquant 106 décès.
- en 1849 : le choléra sévit de nouveau dans la commune.
- en 1914-1918 : le village subit le joug allemand durant quatre années. 72 Aubertois mourront au champ d'honneur; voir également Wikipedia en anglais.

## Politique et administration
Maire de 1802 à 1808 : Albert Canonne,.

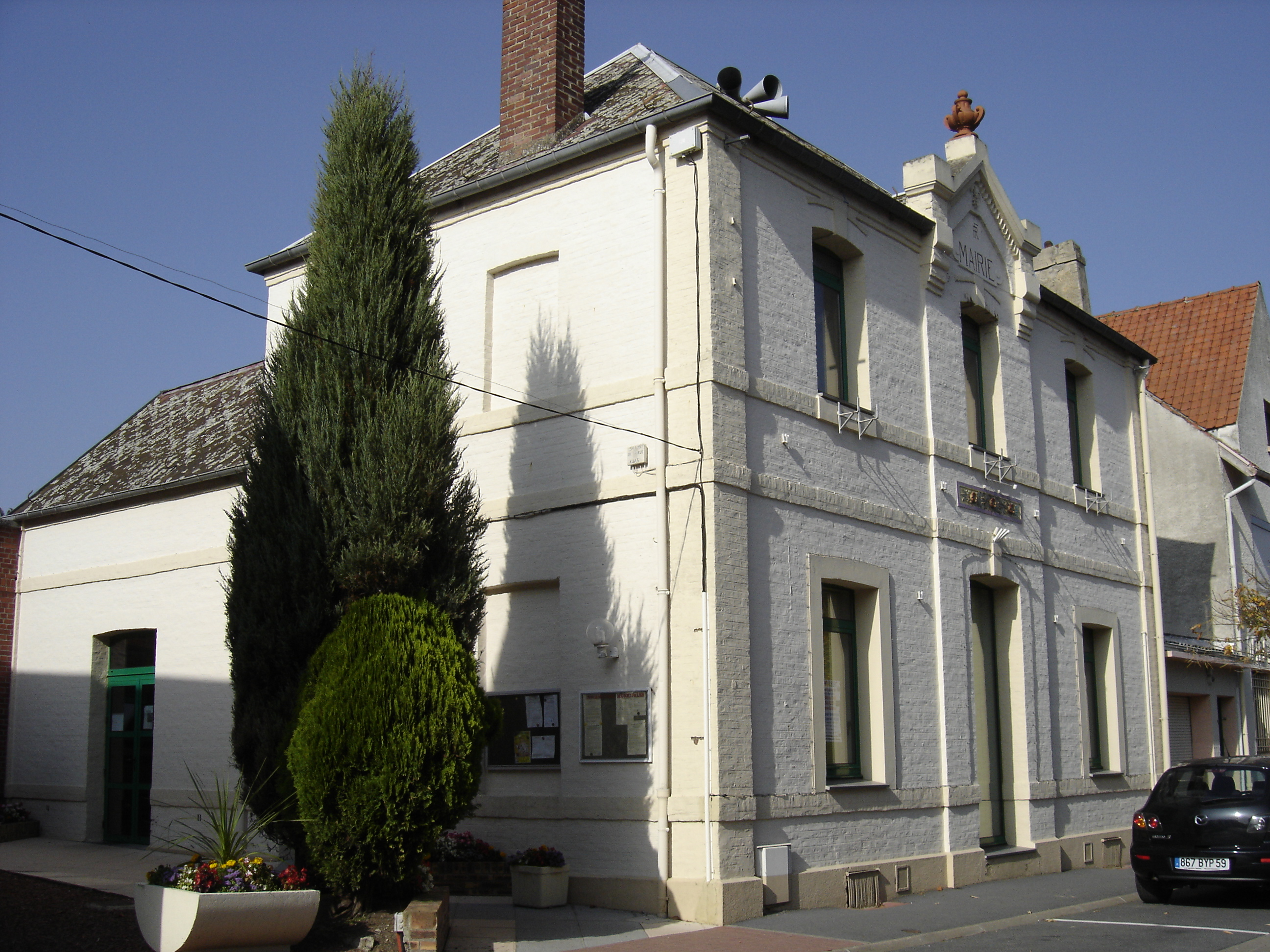
La mairie

Maire en 1881 : Canonne.
| Période                                  | Période   | Identité        | Étiquette | Qualité |
| ---------------------------------------- | --------- | --------------- | --------- | ------- |
| annees 50                                | annees 70 | Gustave Baude   |           |         |
| avant 1981                               | ?         | Louis Basquin   |           |         |
| mars 2001                                | mars 2008 | Jacques Parent  | PS        |         |
| mars 2008                                | En cours  | Daniel Cattiaux |           |         |
| Les données manquantes sont à compléter. |           |                 |           |         |

## Population et société

### Démographie

#### Évolution démographique
L'évolution du nombre d'habitants est connue à travers les recensements de la population effectués dans la commune depuis 1793. Pour les communes de moins de 10 000 habitants, une enquête de recensement portant sur toute la population est réalisée tous les cinq ans, les populations de référence des années intermédiaires étant quant à elles estimées par interpolation ou extrapolation. Pour la commune, le premier recensement exhaustif entrant dans le cadre du nouveau dispositif a été réalisé en 2005.

En 2022, la commune comptait 1 563 habitants, en évolution de −0,38 % par rapport à 2016 (Nord : +0,51 %, France hors Mayotte : +2,11 %).
| 1793  | 1800  | 1806  | 1821  | 1831  | 1836  | 1841  | 1846  | 1851  |
| ----- | ----- | ----- | ----- | ----- | ----- | ----- | ----- | ----- |
| 1 348 | 1 249 | 1 580 | 1 968 | 2 249 | 2 330 | 2 349 | 2 437 | 2 373 |

| 1856  | 1861  | 1866  | 1872  | 1876  | 1881  | 1886  | 1891  | 1896  |
| ----- | ----- | ----- | ----- | ----- | ----- | ----- | ----- | ----- |
| 2 433 | 2 516 | 2 542 | 2 559 | 2 505 | 2 418 | 2 405 | 2 432 | 2 403 |

| 1901  | 1906  | 1911  | 1921  | 1926  | 1931  | 1936  | 1946  | 1954  |
| ----- | ----- | ----- | ----- | ----- | ----- | ----- | ----- | ----- |
| 2 306 | 2 315 | 2 302 | 2 019 | 2 091 | 2 010 | 1 934 | 1 797 | 1 849 |

| 1962  | 1968  | 1975  | 1982  | 1990  | 1999  | 2005  | 2006  | 2010  |
| ----- | ----- | ----- | ----- | ----- | ----- | ----- | ----- | ----- |
| 1 871 | 1 847 | 1 750 | 1 623 | 1 466 | 1 415 | 1 409 | 1 424 | 1 520 |

| 2015  | 2020  | 2022  | - | - | - | - | - | - |
| ----- | ----- | ----- | - | - | - | - | - | - |
| 1 565 | 1 563 | 1 563 | - | - | - | - | - | - |

#### Pyramide des âges
La population de la commune est relativement jeune.
En 2018, le taux de personnes d'un âge inférieur à 30 ans s'élève à 36,7 %, soit en dessous de la moyenne départementale (39,5 %). À l'inverse, le taux de personnes d'âge supérieur à 60 ans est de 23,4 % la même année, alors qu'il est de 22,5 % au niveau départemental.
En 2018, la commune comptait 776 hommes pour 792 femmes, soit un taux de 50,51 % de femmes, légèrement inférieur au taux départemental (51,77 %).
Les pyramides des âges de la commune et du département s'établissent comme suit.
| Hommes | Classe d’âge | Femmes |
| ------ | ------------ | ------ |
| 0,0    | 90 ou +      | 0,8    |
| 5,8    | 75-89 ans    | 8,7    |
| 15,0   | 60-74 ans    | 16,5   |
| 20,5   | 45-59 ans    | 18,5   |
| 20,8   | 30-44 ans    | 19,9   |
| 16,3   | 15-29 ans    | 16,0   |
| 21,6   | 0-14 ans     | 19,6   |

| Hommes | Classe d’âge | Femmes |
| ------ | ------------ | ------ |
| 0,5    | 90 ou +      | 1,4    |
| 5,3    | 75-89 ans    | 8,1    |
| 14,8   | 60-74 ans    | 16,2   |
| 19,1   | 45-59 ans    | 18,4   |
| 19,5   | 30-44 ans    | 18,7   |
| 20,7   | 15-29 ans    | 19,1   |
| 20,2   | 0-14 ans     | 18     |

## Culture locale et patrimoine

### Lieux et monuments
- L'église Saint-Aubert : Le chœur date de 1633 et la nef de 1706. L'église renferme des retables du XVIIIe siècle. La tour de style ogival, bâtie en 1635 et surmontée d'une flèche en 1873, a été détruite en 1918, puis reconstruite dans un style différent[Lequel ?]. L'église est classée au titre des Monuments historiques[28] par arrêté du 20 décembre 1920, et a été restaurée en 1930.
- Les vestiges de l'ancienne grange dîmière de l'abbaye de Saint-Aubert de Cambrai, construite en 1763, se trouvent à proximité du sanctuaire.
- Le cimetière militaire britannique situé sur la route d'Avesnes-les-Aubert.

### Personnalités liées à la commune
- Philippe Blocquiel : chroniqueur et abbé de Saint-Aubert de Cambrai (XVe siècle)

### Héraldique
|  | Les armes de Saint-Aubert se blasonnent ainsi : D'or à trois chevrons de gueules. |

## Pour approfondir